# Государственный технический осмотр транспортных средств
Государственный технический осмотр транспортных средств (техосмотр, ТО) — проверка технического состояния транспортных средств (ТС), в том числе их частей и элементов их дополнительного оборудования, на предмет их соответствия обязательным требованиям безопасности транспортных средств в целях допуска транспортных средств к участию в дорожном движении на территории Российской Федерации и в случаях, предусмотренных международными договорами Российской Федерации, также за её пределами.
Порядок и сроки прохождения техосмотра регламентируются Федеральным законом Российской Федерации от 1 июля 2011 года № 170-ФЗ «О техническом осмотре транспортных средств и о внесении изменений в отдельные законодательные акты Российской Федерации».
По информации Движения автомобилистов России, в 2006 году более 63 % владельцев автомобилей России получили талон технического осмотра незаконным путём (с помощью взяток и т. п.).
В 2011 году была изменена процедура техосмотра. Постановлением председателем правительства РФ В. В. Путиным c 4 июня на 12 месяцев сдвинуты сроки обязательного прохождения техосмотра для некоммерческих легковых автомобилей, функции организации и проведения техосмотра возложены на страховые компании и Российский союз автостраховщиков ,.

## Порядок проведения техосмотра
Обязанность проходить технический осмотр возложена на владельцев транспортных средств, оснащенных двигателем внутреннего сгорания объёмом более 50 см³ или электродвигателем мощностью более 4 кВт, максимальная конструктивная скорость которых превышает 50 км/ч.  В ходе инструментального контроля с помощью специального оборудования проверяется соответствие состояния и комплектации автомобиля основным положениям по допуску транспортных средств. Среди прочего контролируется:
- Соответствие содержания CO/CH в выхлопе нормам токсичности;
- Люфт рулевого механизма, который не должен превышать установленных для данного типа транспортного средства допусков;[6]
- Регулировка ближнего света фар, а также сила света фар ближнего и дальнего света и противотуманных фар;
- Работоспособность световых приборов;
- Работоспособность стеклоочистителя и стеклоомывателя;
- Соответствие светопропускания стекол установленным нормам;
- Наличие и комплектность аптечки, огнетушителя и знака аварийной остановки по ГОСТ Р41.27-2001;[7].
- Эффективность рабочей тормозной системы и распределение тормозных усилий на одной оси;
- Работоспособность стояночного тормоза;
- Состояние номерного знака;[8]
- и другие параметры.

По результатам проверки выдаётся диагностическая карта, где отмечены параметры, по которым проводилась проверка и соответствие либо несоответствие их нормам.
В случае, если какие-либо параметры не соответствуют нормам, водитель может в течение 20 суток устранить неисправности и снова явиться на пункт инструментального контроля для оценки этих параметров, при этом повторная оплата за диагностику ТС не взимается. С 27 ноября 2010 года медицинская справка установленного образца для прохождения технического осмотра не нужна.
Если у машины поменялся владелец, а дата, когда заканчивается действие диагностической карты, не наступила, проводить дополнительную диагностику авто законодательство не требует.
С 1 января 2012 года в связи с вступлением в силу закона № 170-ФЗ «О техническом осмотре транспортных средств и о внесении изменений в отдельные законодательные акты Российской Федерации» был изменен порядок прохождения государственного технического осмотра — с этой даты талон технического осмотра формально нужен для получения полиса ОСАГО, а без полиса, в свою очередь, запрещена эксплуатация ТС. Также с 1 января 2012 года для некоторых категорий водителей была отменена административная ответственность за эксплуатацию ТС без проведения технического осмотра.

Федеральный закон Российской Федерации от 1 июля 2011 года № 170-ФЗ «О техническом осмотре транспортных средств и о внесении изменений в отдельные законодательные акты Российской Федерации»
Статья 28. О внесении изменений в Кодекс Российской Федерации об административных правонарушениях
1) в статье 12.1:
а) наименование дополнить словами «или технического осмотра»;

б) часть 2 изложить в следующей редакции:

«2. Управление легковым такси, автобусом или грузовым автомобилем, предназначенным и оборудованным для перевозок людей, с числом мест для сидения более, чем восемь (кроме места для водителя), специализированным транспортным средством, предназначенным и оборудованным для перевозок опасных грузов, которые не прошли государственный технический осмотр или технический осмотр, —

влечет наложение административного штрафа в размере от пятисот до восьмисот рублей.»;

в) пункт 2 примечаний признать утратившим силу;

2) в абзаце первом части 2 статьи 12.3 слова «талона о прохождении государственного технического осмотра, » исключить.

В декабре 2012 года Правительство РФ исключило талон ТО из перечня документов, подтверждающих прохождение технического осмотра. С этого момента прохождение ТО подтверждается полисом ОСАГО и диагностической картой, талоны ТО, выданные до 30 июля 2012 года для новых автомобилей, будут использоваться наряду с диагностическими картами до августа 2015 года.
- 14 сентября 2021 года в Госдуму был внесён законопроект «О внесении изменений в Федеральный закон „О техническом осмотре транспортных средств и о внесении изменений в отдельные законодательные акты Российской Федерации“ и отдельные законодательные акты Российской Федерации (об отмене обязательности технического осмотра для транспортных средств, принадлежащих физическим лицам)»[13].
- 8 ноября 2021 года Правительство Российской Федерации предоставило положительный отзыв к законопроекту.[источник не указан 1264 дня]
- 9 ноября 2021 года законопроект был принят в первом чтении, 21 декабря 2021 года — во втором чтении, 22 декабря 2021 года — в третьем чтении.
- ''24 декабря 2021 года закон был одобрен Советом Федерации.[источник не указан 1264 дня]
- 30 декабря 2021 года закон подписан Президентом.[источник не указан 1264 дня]

В соответствии с текстом принятого Федерального Закона № 494-ФЗ от 30.12.2021, статья 15 Федерального Закона № 170-ФЗ «О техническом осмотре транспортных средств и о внесении изменений в отдельные законодательные акты Российской Федерации» дополнена частями 7 — 9 следующего содержания:

«7. Легковые автомобили и мототранспортные средства, принадлежащие на праве собственности физическим лицам и используемые ими исключительно в личных целях, не связанных с иной деятельностью, в том числе с предоставлением услуг по перевозке пассажиров и багажа легковым такси, осуществлением перевозок пассажиров, использованием личного транспорта в служебных целях, не подлежат техническому осмотру, за исключением случаев, предусмотренных законодательством Российской Федерации, а также актами, составляющими право Евразийского экономического союза, по вопросу проверки выполнения требований к транспортным средствам, находящимся в эксплуатации, в случае внесения изменений в их конструкцию.
8. Если в отношении транспортного средства проведена проверка технического состояния в форме технического осмотра и выдана диагностическая карта, содержащая заключение о соответствии транспортного средства обязательным требованиям безопасности транспортных средств, проверка технического состояния данного транспортного средства в форме государственного контроля (надзора) за безопасностью дорожного движения не проводится, за исключением случаев визуального обнаружения признаков наличия у него технической неисправности, создающей угрозу безопасности дорожного движения.
9. Владельцы транспортных средств, указанных в части 7 настоящей статьи, вправе обращаться за проведением технического осмотра по своему желанию.».

Часть 1 статьи 15 Федерального закона от 3 августа 2018 года № 283-ФЗ «О государственной регистрации транспортных средств в Российской Федерации и о внесении изменений в отдельные законодательные акты Российской Федерации» дополнена пунктом 7 следующего содержания:

«7) диагностическая карта, которая содержит заключение о соответствии транспортного средства обязательным требованиям безопасности транспортных средств, оформлена в соответствии с Федеральным законом от 1 июля 2011 года N 170-ФЗ „О техническом осмотре транспортных средств и о внесении изменений в отдельные законодательные акты Российской Федерации“ и срок действия которой на дату совершения регистрационных действий не истек, — в случае постановки на государственный учет транспортного средства, с года изготовления которого прошло более четырех лет, включая год его изготовления, указываемый в документах, идентифицирующих транспортное средство, или в случае совершения регистрационных действий, связанных со сменой владельца транспортного средства, с года изготовления которого прошло более четырех лет, включая год его изготовления, указываемый в документах, идентифицирующих транспортное средство, или в случае совершения регистрационных действий, связанных с изменением конструкции и (или) заменой основного компонента транспортного средства.».

## Периодичность прохождения техосмотра в России

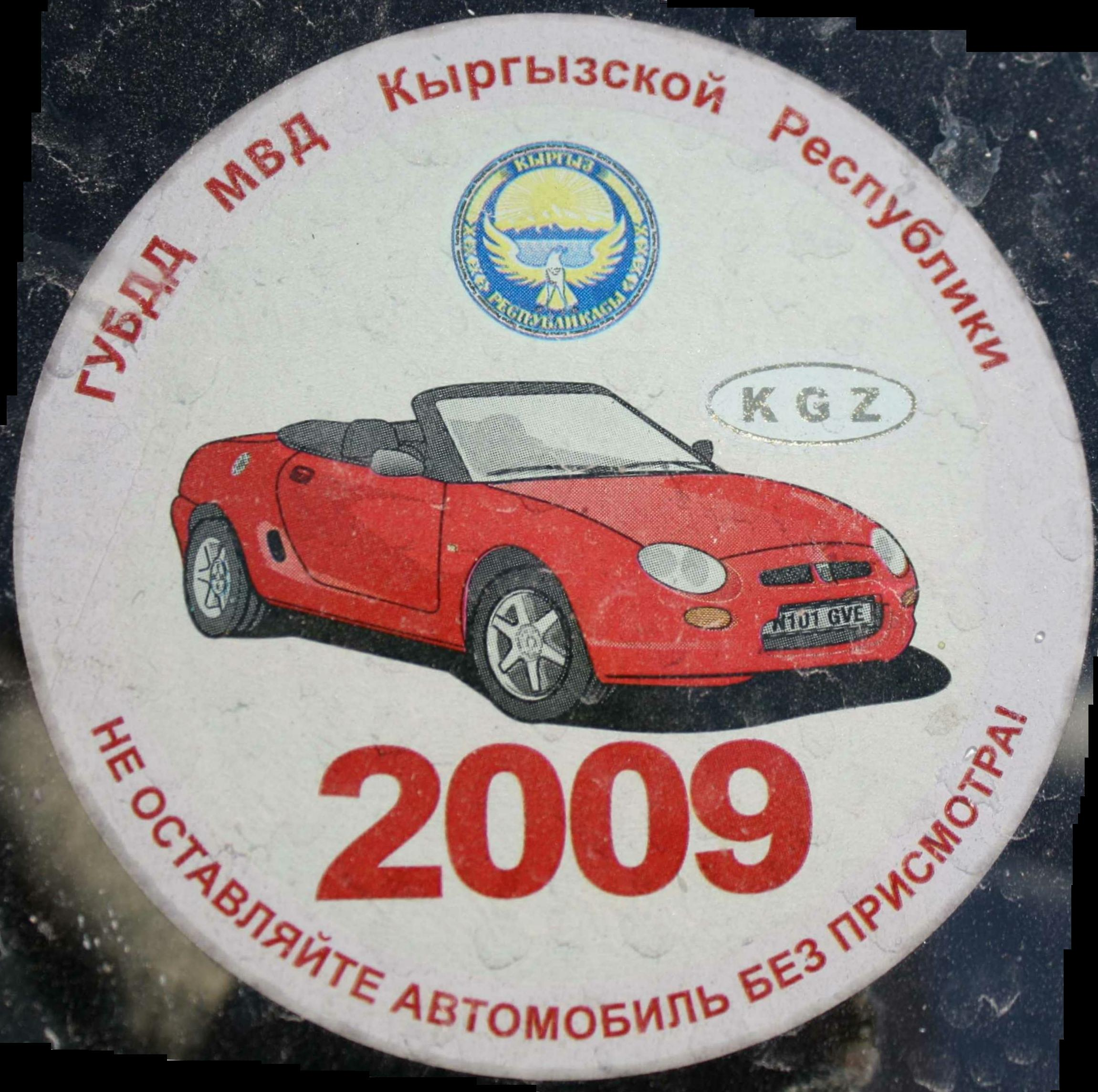
Свидетельство о прохождении техосмотра (Киргизия, 2009). Лицевая сторона

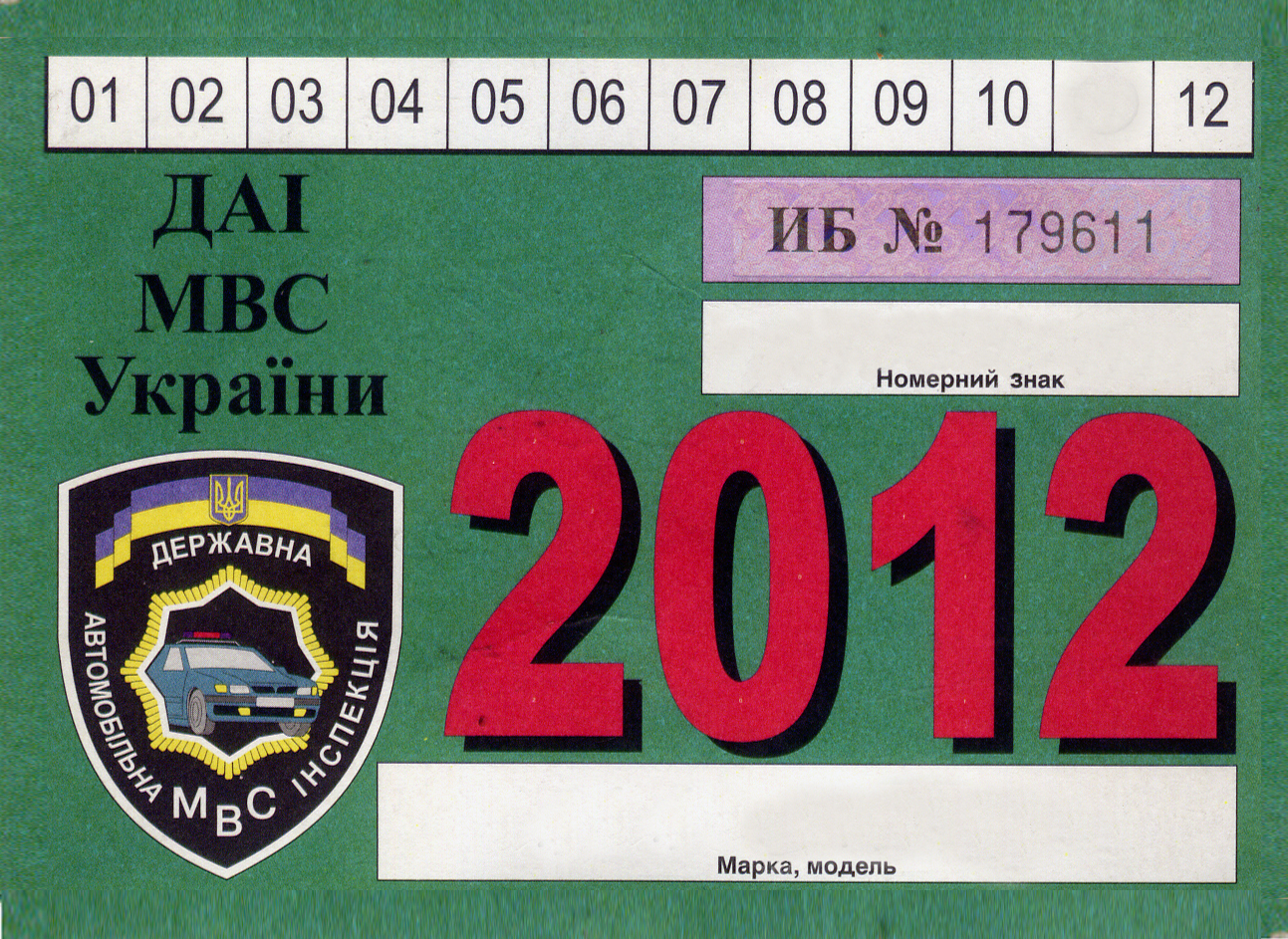
Свидетельство о прохождении техосмотра (Украина, 2010). Лицевая сторона

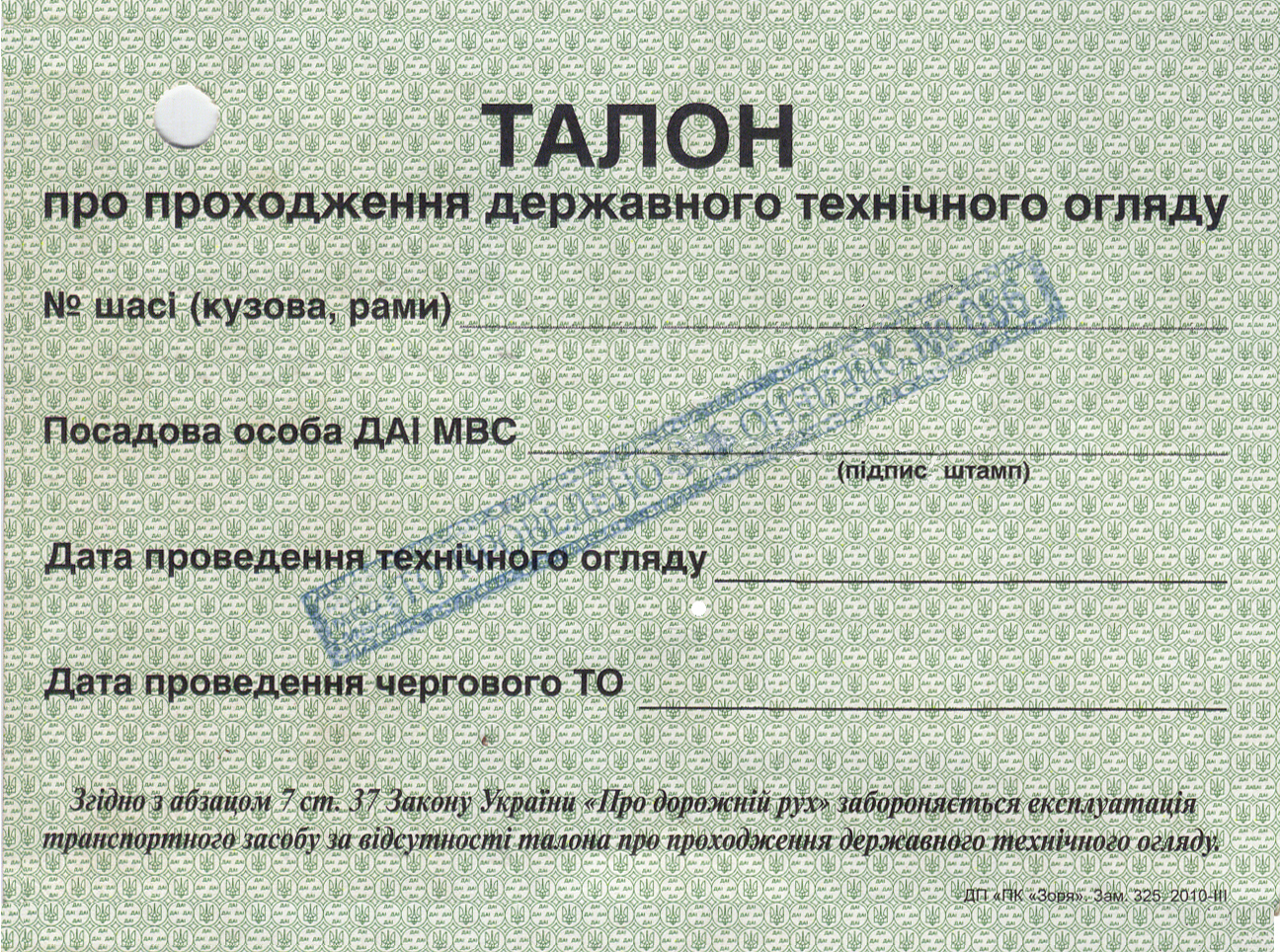
Свидетельство о прохождении техосмотра (Украина, 2010). Обратная сторона

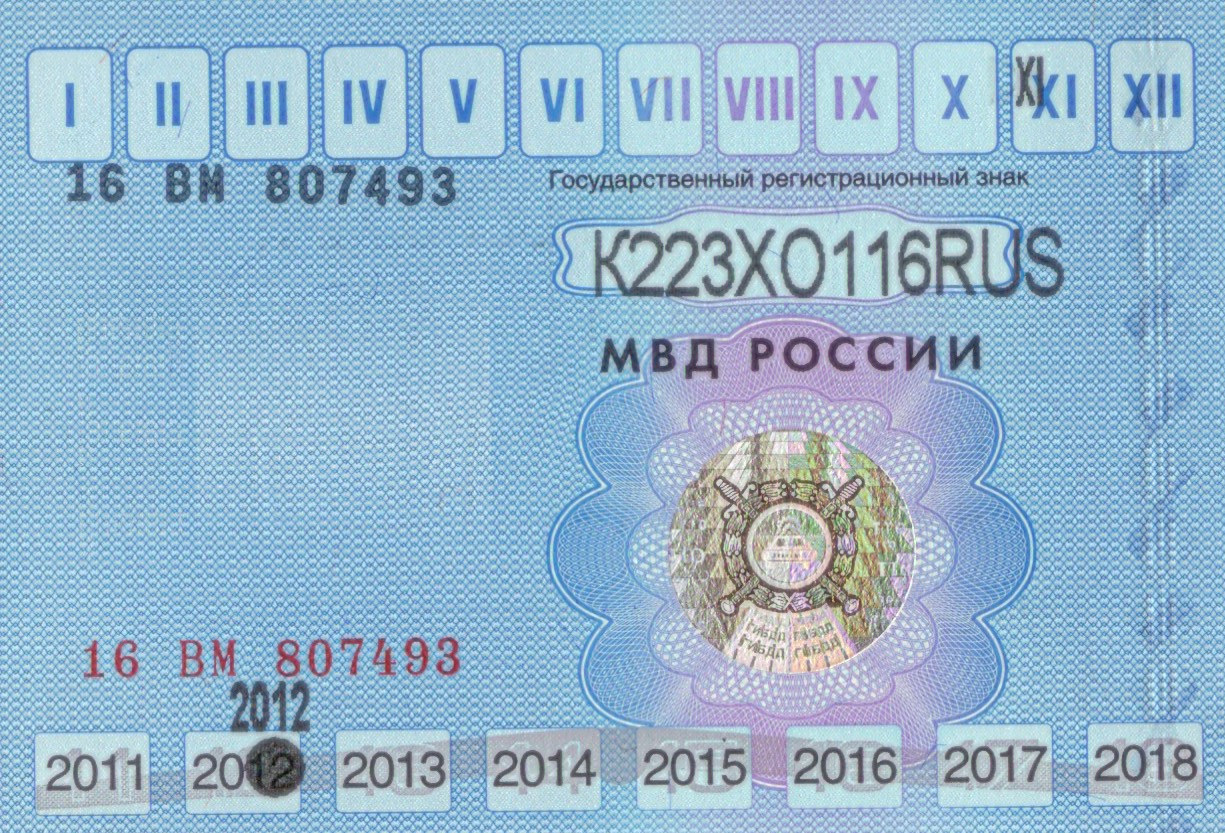
Свидетельство о прохождении техосмотра (Россия, 2010). Лицевая сторона. Теперь отсутствует выделенный большим шрифтом год

Транспортные средства подлежат государственному техническому осмотру со следующей периодичностью:
а) легковые автомобили, используемые для перевозки пассажиров на коммерческой основе, автобусы и грузовые автомобили, оборудованные для систематической перевозки людей, с числом мест для сидения более 8 (кроме места водителя), транспортные средства и прицепы к ним для перевозки крупногабаритных, тяжеловесных и опасных грузов — каждые 6 месяцев;
б) легковые и грузовые автомобили с разрешенной максимальной массой до 3,5 тонны, прицепы и полуприцепы с разрешенной максимальной массой до 3,5 тонны, а также мототранспортные средства (за исключением транспортных средств, указанных в подпунктах «а» и «г» настоящего пункта):
зарегистрированные в установленном порядке в Госавтоинспекции и прошедшие первый государственный технический осмотр до 31 декабря года, следующего за годом изготовления транспортного средства, — через 36 месяцев;
с года выпуска которых прошло не более 7 лет (раньше срок составлял 5 лет), включая год выпуска, — каждые 24 месяца;
с года выпуска которых прошло более 7 лет, включая год выпуска, — каждые 12 месяцев;
в) грузовые автомобили с разрешенной максимальной массой более 3,5 тонны, прицепы и полуприцепы с разрешенной максимальной массой более 3,5 тонны (за исключением транспортных средств, указанных в подпункте «а» настоящего пункта) — каждые 12 месяцев;
г) транспортные средства, на которые в соответствии с законодательством Российской Федерации разрешена установка специальных сигналов, а также транспортные средства, предназначенные для обучения вождению (за исключением транспортных средств, указанных в подпункте «а» настоящего пункта), — каждые 12 месяцев.
Сроки, предусмотренные настоящим пунктом, исчисляются с даты проведения первого государственного технического осмотра.
(п. 4 Положения о проведении государственного технического осмотра автомототранспортных средств и прицепов к ним ГИБДД МВД РФ, в редакции Постановления Правительства РФ от 31.12.2005 N 862).

## В разных странах
- Система, объединяющая функции контроля движения и периодической проверки технического состояния транспортных средств, на европейском континенте, помимо России, сохранилась только в Турции.
- На Украине для некоммерческих легковых автомобилей ТО отменен в 2011 году.
- В Европе действует практика непричастности полиции к техосмотру. В большинстве стран существуют только мастерские с лицензией. Процедура техосмотра в них в среднем занимает полчаса и стоит около 70 евро.
- В Великобритании с 1967 года технический осмотр проводит министерство транспорта. Без соответствующей отметки эксплуатация автомобиля запрещена. На ремонт — 10 рабочих дней. Повторное обращение — со скидкой или бесплатно (если доработки незначительны). Все авто должны соответствовать британскому техрегламенту: в Великобритании, например, запрещена эксплуатация машин с «американским» световым пучком.
- Во Франции техосмотром занимаются частные фирмы, получившие государственную лицензию. Техосмотр обязателен для автомобилей старше 4-х лет. Все машины старше 4-х проходят техосмотр раз в два года, автобусы - раз в 6 месяцев. Такой регламент освидетельствования (действует с 1996 года) рекомендован для всех стран Евросоюза. За отсутствие талона технического осмотра оштрафуют на 90-140 евро, за повторное нарушение — вплоть до тюремного срока.
- В Испании услугу прохождения ТО предоставляют и официальные дилеры.  Они заберут машину, проведут техосмотр и вернут его владельцу со всеми оформленными документами. Существует также опция контроля в ночное время: прошедшая техосмотр машина подается к подъезду хозяина к 7 часам утра следующего дня.
- В Австрии и Германии техосмотр предписан автомобилям старше трех лет, проходят его каждые два года. О возрасте австрийского авто можно следить по гирлянде цветных стикеров на обратной стороне ветрового стекла. У немцев свидетельством соответствия техническим нормам служит цветной кругляш на заднем номере, экологическим — на переднем, которые к концу года объединяют в общую систему. Пройти осмотр можно не раньше, чем за месяц до даты, указанной в отметке, и не позже чем через четыре месяца.
- В Нидерландах и Швеции автомобили освобождены от техосмотра первые три года от даты выпуска, машины старше 3 лет проходят ТО раз в два года.
- В США необходимость прохождения техосмотра полностью отсутствует в 13 штатах, а в остальных на этот счет действует весьма лояльное законодательство. В 2010 году от техосмотра отказались власти двух штатов — Миннесота и Кентукки. В Делавере проводят ТО для автомобилей старше четырёх лет, в Нью-Джерси - старше пяти лет, а в Мэриленде техосмотр необходим только при переоформлении транспортного средства на нового хозяина, а также при ввозе авто из другого штата. В остальных штатах обязательный техосмотр действует, но проводят его гражданские фирмы, где — ежегодно, а где — и раз в два года. При этом администрацию штатов интересует в основном уровень СО в выхлопах двигателя.

Перечень проверяемых узлов и систем сильно разнится от штата к штату. Строже всего относятся к техосмотру в Виргинии, Нью-Йорке и Массачусетсе: осматривают колеса с шинами, тормоза, кузов, светотехнику, поворотники и отражатели, зеркала, стекла, их очистители, рулевой механизм, коробку передач, каталитический нейтрализатор, звуковой сигнал, топливную систему и даже заправочную горловину, проверяют точность показания приборов. В иных штатах, напротив, ТО заключается в проверке ремней и подушки безопасности.
На устранение выявленных неисправностей автолюбителю отпускается 20 дней, затем он должен повторно пройти процедуру осмотра. Езда без стикера техосмотра обернется крупным штрафом.
- В Японии обязательный техосмотр предписан для автомобилей старше трех лет. Проходить ТО необходимо раз в два года.
- В Китае единой системы техосмотра не существует, каждая провинция или городская администрация устанавливает свои ограничения.
- В Австралии техосмотр необходим лишь при постановке на учёт или смене владельца.